# Lectures pour tous (magazine)
Pour les articles homonymes, voir Lectures pour tous.
Lectures pour tous. Revue universelle et populaire illustrée est un magazine français créé en 1898 par Victor Tissot et publié par Hachette et Cie.

## Histoire
Déclinant des informations de type généraliste et des récits en feuilleton, abondamment illustré de dessins et de photographies, Lectures pour tous paraît tout d'abord en supplément à l’Almanach Hachette en 1894, puis il devient hebdomadaire à partir d'octobre 1898, bimensuel dès le 1er avril 1913, et ce, jusqu'en juin 1940, en tant que première série. Durant cette période, il absorbe en 1930, Le Tour du monde, puis en 1939 Je sais tout. 
Les premières paginations laissent apparaître un volume moyen de 96 pages noir et blanc imprimées en similigravure sur papier glacé chez Crété ou Lahure. La mise en page est parfois inventive, avec quelques tentatives de recadrages et de détourages sur double-page. Le ton est politiquement neutre : on est dans la lignée des publications Hachette tournées vers l'éducation, le récréatif, l'exotisme qui, ici, jouent parfois sur des valeurs comme le chauvinisme et le revanchisme, et proposant aux lecteurs de visiter l'Empire colonial où sont diffusées les « valeurs universalistes » de la France de la IIIe République.
Une nouvelle formule hebdomadaire publiée par Edi-Monde, filiale d'Hachette, apparaît à partir du 7 novembre 1954. Début 1971, le magazine fusionne avec la revue Constellation, puis le titre disparait en 1974.

## Quelques contributeurs

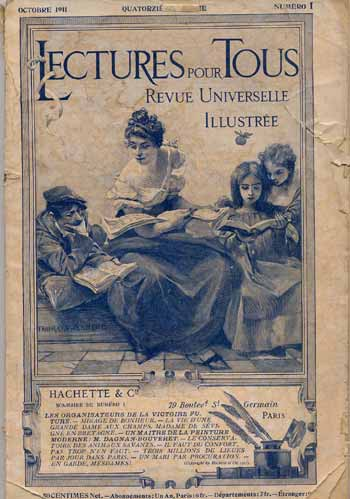
Couverture courante dessinée par Léopold Flameng (octobre 1911).

Lectures pour tous, s'il rachète les droits de reproduction d'articles et d'illustrations anglo-saxons (via des agences comme Harpers & Co.), sert de vitrine aux productions très abondantes du groupe éditorial Hachette. Cependant, on note quelques productions originales, même si la plupart des reportages ne sont pas signés. La charte graphique est conçue par les Ateliers Gïr, fournisseur habituel de l’Almanach Hachette.

### Illustrateurs
- Georges Dutriac
- Léopold Flameng
- Maurice Hamel
- Louis Malteste
- Raymond de La Nézière
- Alfred Jean-Marie Paris
- Charles Rabot
- Armand Rapeño
- Robert Sallès[2]
- Hermann Vogel
- Lucien Jonas[3]